# 25893 Sugihara
25893 Sugihara è un asteroide della fascia principale. Scoperto nel 2000, presenta un'orbita caratterizzata da un semiasse maggiore pari a 3,1878968 UA e da un'eccentricità di 0,0980414, inclinata di 23,38430° rispetto all'eclittica.
L'asteroide è così denominato in onore di Chiune Sugihara, diplomatico giapponese insignito dell'onorificenza di giusto tra le nazioni.